# Samsung Galaxy Note 4
Das Samsung Galaxy Note 4 ist ein Phablet von Samsung Electronics und der Nachfolger des Samsung Galaxy Note 3. Das Note 4 wurde am 3. September 2014 im Rahmen der IFA Berlin der Öffentlichkeit vorgestellt und in Deutschland am 17. Oktober 2014 in den Handel gebracht. Zu den wichtigsten Neuerungen zählen ein optischer Bildstabilisator der Hauptkamera, deutlich schnelleres Aufladen, erweiterte Mehrfensterfunktion,  und Entsperrung mittels Fingerabdruck.
Der Nachfolger des Geräts ist die Note-7-Reihe, da das Samsung Galaxy Note 5 in Europa nicht erschien und die Bezeichnung Note 6 übersprungen wurde, um die Versionsnummer an die aktuelle S-Reihe anzupassen und Verwirrung zu vermeiden.

## Neuerungen

### Allgemein
Das Galaxy Note 4 bringt diverse Neuerungen im Vergleich zum Vorgänger. Sein Super-AMOLED-Display verfügt über eine Wide-Quad-HD Auflösung von 2560×1440 Pixeln mit einer verbesserten Pixeldichte von 515 ppi und kann beim S-Pen doppelt so viele Druckstärken (2048) unterscheiden.
Im Vergleich zum Vorgängermodell fehlen der Luftgestensensor, das Hygrometer und das Thermometer. Das Note 4 hat nur noch einen USB-2.0-Anschluss, während das Vorgängermodell über einen abwärtskompatiblen USB-3.0-Anschluss verfügt.
Der Speicherkartensteckplatz wurde neu platziert, um wechseln der Speicherkarte (Hot Swapping) ohne Behinderung durch den Akku zu ermöglichen.
Die Funktionalität der Positionsbestimmung wurde erweitert. Als eines der ersten Samsung-Flaggschiffe verfügt dieses Smartphone neben GPS, A-GPS und GLONASS nun auch über die Beidou-Satellitennavigationstechnik. Des Weiteren ist es das erste und einzige bekannte Smartphone mit Ultraviolettstrahlungssensor. Dieser lässt sich zur Warnung vor übermäßiger Aussetzung einsetzen.
Die Home-Taste verfügt über eine größere Fläche als die der älteren Galaxy-Geräte der Note- und S-Reihe, um das Treffen der Taste mit dem Finger zu erleichtern und um die Funktionalität des Fingerabdruckscanners zu verbessern.

### Kameras
Die Hauptkamera auf der Rückseite des Gerätes hat eine Auflösung von 16 Megapixeln und einen optischen Bildstabilisator. Wie beim Vorgängermodell lassen sich 4K-Videos aufnehmen und Full-HD-Videos optional auch mit 60 Bildern pro Sekunde aufnehmen, allerdings ohne den verlustlosen Digitalzoom, der bei 1080p-Videos bis x2.0 geht. Der Sensor der Hauptkamera ist ein Sony IMX240, ein CMOS-Bildsensor mit einer Größe von 1⁄2,6″.
Neu ist die Möglichkeit von 1440p-Videoaufnahmen mit 2560×1440 Pixeln (WQHD) mit 30 Bildern pro Sekunde.
Die Frontkamera wurde für Selbstporträts optimiert und bietet eine Auflösung von 3,7 Megapixeln (1440p) für Fotos und Videos. Das Sichtfeld der Kamera wurde erweitert. Die Kamera-App bietet einen 120-Grad-Panorama-Selfie-Modus.

### Mehrfenstermodus
Es lassen sich mehrere Anwendungen gleichzeitig auf dem Bildschirm anzeigen.
Es ist ein direkter Übergang einer Anwendung zwischen der flexiblen geteilten Bildschirmansicht und Fensteransicht möglich.

## Akku
Der Akku hat mit 3220 mAh eine 20 mAh größere Kapazität als der des Vorgängermodells und ist – wie bei allen bisherigen Modellen der Galaxy-Note-Reihe – vom Nutzer austauschbar. Damit ist es das letzte Modell der Galaxy-Note-Reihe mit wechselbarem Akku.
Es ist das erste Flaggschiff-Mobiltelefon von Samsung mit Schnellladetechnologie. Es werden Ladeleistungen von bis zu 15 Watt erreicht. Das Gerät ist Kompatibel mit Qualcomm Quick Charge 2.0-Ladegeräten. Mit der Schnellladefunktion kann der Akku in etwa dreißig Minuten von null auf fünfzig Prozent aufgeladen werden.
Das Galaxy Note 4 ist, wie auch schon das Galaxy S5, mit einem „Ultra-Energiesparmodus“ ausgestattet, der den Energiebedarf des Gerätes auf ein Minimum zurückfährt. Außerdem wird auch nur ein einziger der vier Prozessorkerne in Betrieb genommen, während der Ultra-Energiesparmodus aktiviert ist.